# Obadele Thompson
Obadele Thompson, barbadisk friidrottare (sprinter), född 30 mars 1976  i St. Michael, Barbados.

## Olympisk karriär
Vid sina första olympiska spel i Atlanta 1996 blev Thompson fjärde man i mål med nationsrekordtiden 20,14. Thompson var dock aldrig riktigt nära medalj i ett fantastiskt lopp där amerikanen Michael Johnson vann på världsrekordtiden 19,32, före namibiern Frankie Fredericks (19,68) och Ato Boldon (19,80).
Thompsons främsta merit är tredje platsen i OS-finalen 2000 på 100 meter. Thompsons finaltid, 10,04, räckte till bronsplatsen, klart distanserad av dåtidens dominant Maurice Greene (9,87) och dennes ständige följeslagare Ato Boldon (9,99) men före Europas då främste sprinter, Dwain Chambers (10,08). Thompson tog sig även till final i Aten-OS 2004 men blev där med tiden 10,10 sjunde och siste man i mål; Förenta Staternas Justin Gatlin vann loppet på 9,85.

## Övriga meriter
I VM-sammanhang har Thompson som bäst blivit fjärde man på 100 meter (1999), i övriga mästerskap (1995 - 2005) har han blivit utslagen innan finalloppet. Även på 200 meter har Thompson en fjärdeplats (1999) som främsta merit. Samma år blev emellertid Thompson silvermedaljör på 200 meter vid Inomhus-VM.